# Tsubame
Tsubame (燕市?) è una città giapponese della prefettura di Niigata.